# Nationale Suisse
Nationale Suisse is een Zwitserse verzekeraar, met het hoofdkantoor in Bazel. Het bedrijf werd in 1883 als de Neue Schweizerische Lloyd Transport-Versicherungs Gesellschaft opgericht als aanbieder van transportverzekeringen, sinds september 2006 draagt het bedrijf de huidige (merk)naam. Anno 2011 beheert de verzekeraar ruim 1,5 miljard Zwitserse franken, waarvan 30% aan buitenlandse tegoeden. Nationale Suisse heeft een beursnotering aan de Swiss Exchange.